# Nightswan
Nightswan è il secondo EP pubblicato dal gruppo norvegese The 3rd and the Mortal. È il primo disco in cui figura la cantante Ann-Mari Edvardsen ed il primo in cui il gruppo comincia ad abbandonare le sonorità Metal degli esordi.

## Tracce
1. Neurosis – 10:54
2. From the Depth of Memories – 4:14
3. The Meadow – 5:55
4. Vavonia (part I) – 2:20

## Formazione
- Ann-Mari Edvardsen - voce, tastiere
- Finn Olav Holthe - chitarra, tastiere
- Geir Nilssen - chitarra elettrica ed acustica
- Trond Engum - chitarra
- Bernt Rundberget - basso
- Rune Hoemsnes - batteria